# Banzaï
Banzaï is een Franse filmkomedie uit 1983, geregisseerd door Claude Zidi met Coluche in de hoofdrol.

## Verhaal
De hoofdpersoon Michel (Coluche) werkt voor een grote verzekeringsmaatschappij, maar na een overtreding dwingen zijn superieuren, onder dreiging van ontslag, Michel tot uiterst ondankbaar werk: mensen die in het buitenland gewond zijn geraakt, naar huis brengen, naar Frankrijk, terwijl Michel een bruiloft moet plannen met stewardess Isabelle.
Hoewel de film vaak vermeldt dat Michel geen gevoel voor humor heeft, komt hij in uiterst gevaarlijke problemen terecht, maar dankzij zijn ongelooflijke optimisme vindt hij altijd een uitweg: in New York helpen zwarte bandieten hem, uit Afrika, uit het land waar hij in een burgeroorlog verkeerde, ontsnapt hij ongedeerd en bevrijdt tegelijkertijd de rebellenleider uit de gevangenis. De laatste gebeurtenissen van de film spelen zich af in Hongkong: lokale maffiosi proberen de man voor Michel te gebruiken als voertuig voor het vervoeren van drugs, maar alles eindigt in een happy end.
De film evalueert op ironische wijze de activiteiten van grote verzekeringsmaatschappijen. Vanuit de Sahara-woestijn krijgt de held Coluche een telefoontje van een klant die in zijn auto op een kameel is aangereden en meldt dat hij dringend een automonteur nodig heeft. De verzekeringsagent stelt voor dat hij contact opneemt met een automonteur genaamd Ahmed Baroudi, die vermoedelijk in een nabijgelegen stad woont. Een andere klant (een Arabier die op dezelfde kameel reed) vraagt aan de verzekeraar hoe hij een dierenarts voor zijn kameel kan vinden. Als reactie hierop krijgt hij een aanbod om contact op te nemen met dezelfde Ahmed Baroudi. Een zeer interessant geval is wanneer de verzekeringsagent, in antwoord op een verzoek dat de motorriem van de auto kapot is, adviseert om een broekriem te installeren. Het belangrijkste is dat de vervanging succesvol was en dat de held het benzinestation bereikte.
‘Banzai’ was de kreet die een Japanse piloot maakte toen er per ongeluk drugs in het ventilatiesysteem van het vliegtuig terechtkwamen. Vervolgens besloot de piloot ‘Pearl Harbor aan te vallen’, wat hij met succes deed, waarbij hij de straten van Hongkong bombardeerde met bagage van passagiers en het vliegtuig vervolgens op een vliegdekschip liet landen.

## Rolverdeling
| Acteur            | Personage                                                 |
| ----------------- | --------------------------------------------------------- |
| Coluche           | Michel Bernardin, bedrijfsleider van “Planète Assistance” |
| Valérie Mairesse  | Isabelle Parisse, stewardess en verloofde van Michel      |
| Didier Kaminka    | neef Paul                                                 |
| Marthe Villalonga | Madame Bernardin, Michels moeder                          |
| Éva Darlan        | Carole, de aantrekkelijke dokter                          |
| François Perrot   | directeur van Planète Assistance                          |

## Productie
De filmmuziek werd gecomponeerd door Vladimir Cosma. Een van zijn composities, 'Hot dog', van de soundtrack Banzaï, is in Nederland bekend als achtergrondmuziek in het televisieprogramma Eigen Huis & Tuin.